# Partacua

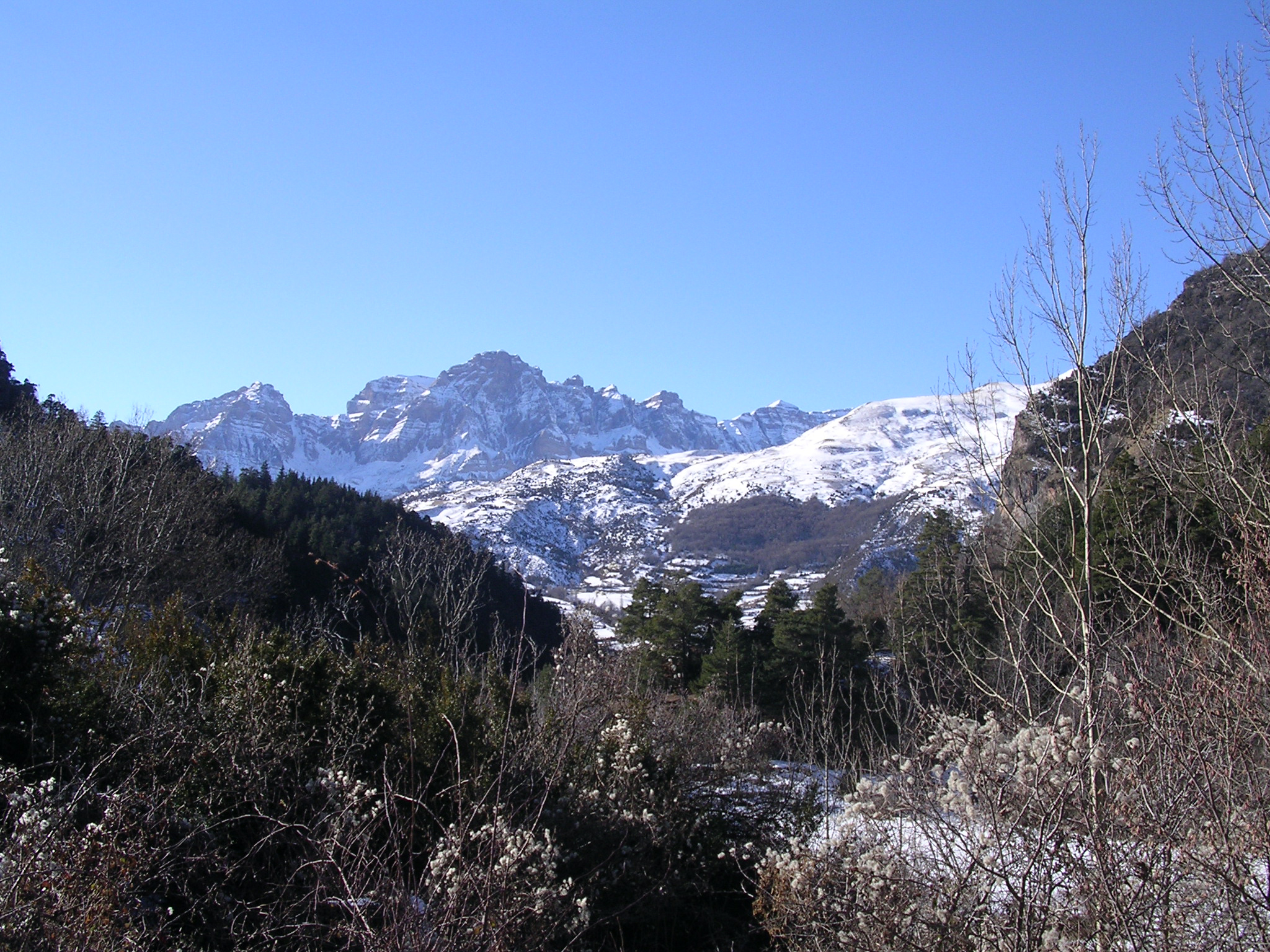
Sierra de la Partacua.

La Partacua o Partagua, en aragonés: Partaqua, es la denominación histórica de uno de los tres quiñones en los que se dividía geográfica y administrativamente el Valle de Tena, en Huesca (España). Este tipo de demarcaciones fueron muy habituales entre los siglos XVI y XVIII, especialmente en valles y territorios de montaña con abundancia de pastos.
El "Quiñón de la Partacua" comprendía las poblaciones de Tramacastilla, Sandiniés, Escarrilla, Piedrafita, Búbal y Saqués, todas ellas ubicadas en la ribera derecha del río Gállego. Su nombre proviene de la Sierra de la Partacua, montaña en la que se enclava y entre cuyas cimas destacan la Peña Telera (2762 m) y Punta Escarra (2760 m). La recorren los cursos fluviales de Escarra y Lana Mayor, afluentes del Gállego. Actualmente dicho territorio se reparte entre los municipios de Sallent de Gállego y Biescas.

## Esquí de fondo
En la Partacua, a casi 2000 metros de altitud, hubo unas de las pistas de esquí de fondo más destacadas de la cordillera. Por ellas transcurrió la competición Pirena, la afamada prueba por etapas de trineos tirados por perros nórdicos.

## Actividades Deportivas y de Aventura
Durante las estaciones de invierno se pueden practicar actividades deportivas y de aventura como son rutas en moto de nieve, mushing con perros nórdicos, rutas en raquetas y demás actividades para complementar con el esquí que ofrecen las estaciones de Formigal y Panticosa.